# Giacomo Morandi
Giacomo Morandi, né à Modène le 24 août 1965, est un archevêque italien, professeur universitaire, théologien et bibliste.

## Biographie
Après être entré au petit séminaire de Modène à l'âge de quatorze ans et poursuivi ses études à Reggio d'Émilie, il étudie à Rome à l'institut biblique pontifical. Giovanni Morandi est ordonné prêtre en avril 1990 pour l'archidiocèse de Modène. De 1992 à 2012, il est directeur diocésain des travaux bibliques. Il est nommé vicaire général en novembre 2001, puis administrateur apostolique en 2015 de l'archidiocèse de Modène. À partir de 2005, il dirige en tant que vicaire épiscopal la catéchèse, la culture et l'évangélisation.  En 2008, il est docteur en missiologie de la Grégorienne, dont la thèse traite de la théologie de l'évangélisation. Parallèlement il a toujours enseigné les Saintes Écritures à l'institut des sciences religieuses et est professeur d'exégèse patristique. En 2015, il est nommé au gouvernement du Saint-Siège en tant que sous-secrétaire de la Congrégation pour la doctrine de la foi.  
Le 18 juillet 2017, il est appelé par le pape François comme nouveau secrétaire de la Congrégation et comme archevêque titulaire (in partibus) de Caere (de).
Il est consacré le 30 septembre suivant à la cathédrale de Modène.

## Publications
- Lugo teologico di evangelizzazione, Milano, Edizioni Paoline, 2009,  (ISBN 978-88-315-3582-3).